# Wojciech Cejrowski
Wojciech Cejrowski (* 27. června 1964, Elbląg) je polský cestovatel, spisovatel, katolický publicista, novinář, fotograf a satirik.

## Život a dílo
Absolvoval varšavské Gymnázium Andrzeje Frycze-Modrzewského. Studoval na Státní divadelní akademii ve Varšavě, Varšavské univerzitě (sociologie a archeologie) a Katolické katolické univerzitě v Lublině (dějiny umění), žádná studia však neukončil. Na vysokou školu se vrátil roku 2010, začínaje dálkové sociologické studium na lublinské KUL.
Popularitu přinesl Cejrowskému televizní pořad WC Kwadrans (1994–1996), v němž propagoval konzervativně pravicové názory. Oddanost tradičním hodnotám pojmenoval pojmem „tmavohrad“ (ciemnogród), který měl v levicovém prostředí výrazně hanlivý význam. Sam sobě dodnes říká „radikální katolík“ a bojuje proti homosexualům, potratům, eutanasii a antikoncepci.
Navštívil téměř 60 zemí v šesti světadílech. Nejvíce Cejrowského cest směrovalo do Amazonie, kde dokumentoval život indiánských domorodých kmenů. V roce 1996 prošel pěšky bažinatý prales Darién na pomezí Kolumbie a Panamy, zúčastnil se také rallye Camel Trophy v Guyaně, během něhož dorazil ke vzdáleným sídlům kmenu Wai Mai. Má dům v Ciudad de México, ve kterém sporadicky bydlí od 80. let minulého století, a rozsáhlý statek v Ekvádoru. Od roku 2007 moderuje cestovatelský pořad Boso przez świat (Světem naboso).